# Adolphe-Simon Neboux
Adolphe-Simon Neboux (1806 – Parigi, 1844) è stato un naturalista e ornitologo francese che ha accompagnato la fregata Vénus sotto il comando dell'ammiraglio Abel du Petit-Thouars tra gli anni 1836 e 1839, visitando la costa del Pacifico del Nord America e delle Isole Galápagos.

## Biografia
Tra le specie che descrisse vi sono il Creagrus furcatus e Ptilinopus dupetithouarsii. Nelle Galapagos, raccolse degli esemplari di colomba: Zenaida galapagoensis, Progne modesta, Geospiza fortis e il fringuello Geospiza scandens; questi campioni sono stati poi presentati al Museo nazionale di storia naturale di Francia nel 1839. Egli è onorato nel nome scientifico del Sula nebouxii.

## Opere principali
- (FR) Description d'oiseaux nouveaux recueillis pendant l'expedition de la Venus, collana Revue Zoologique, vol. 3, 1840,  pp. 289-291.[2]
- (FR) Claudine Rigaudeau-Privat, Les journaux de bord du "chirurgien naviguan" Adolphe-Simon Neboux, a cura di Jean-Pierre Kernéis, Université de Nantes, 1978.[3]